# Uzo Aduba
Uzoamaka Aduba, dite Uzo Aduba, née le 10 février 1981 à Boston, dans le Massachusetts, est une actrice américaine.
Elle se fait connaitre du grand public pour son rôle de Suzanne « Crazy Eyes » Warren dans la série télévisée Orange Is the New Black (2013-2019) qui lui permet d'accéder à une reconnaissance critique et publique importante. Grâce à son interprétation de détenue déséquilibrée elle remporte deux Emmy Awards, deux Screen Actors Guild Awards et elle est également nommée pour deux Golden Globes de la meilleure actrice dans un second rôle dans une série, une mini-série ou un téléfilm. Elle confirme avec la mini-série Mrs. America (2020) qui lui vaut son troisième Emmy Awards.

## Biographie

### Enfance et formation
Aduba est née à Boston dans le Massachusetts, de parents nigérians d'origine Igbo. Son prénom complet Uzoamaka signifie « la route est bonne ». Elle a grandi dans la ville de Medfield.
En 1999, elle est diplômée du lycée public de la ville, avant d'étudier la voix classique à l'université de Boston, où elle pratique aussi l'athlétisme. Son jeune frère, Obi, a joué au hockey à l'université du Massachusetts pour ensuite entamer une carrière professionnelle pendant six ans. Elle décrit d'ailleurs sa famille comme étant très sportive.

### Débuts
Elle commence sa carrière par le théâtre et se fait remarquer en 2003, pour son interprétation dans la pièce Translations of Xhosa qui lui a valu une nomination au Prix Helen Hayes de la meilleure actrice de pièce de théâtre dans un second rôle. En 2005, elle signe sa première incursion au cinéma en jouant dans le court métrage Notes de Roberto Minervini. 
En 2007, elle fait ses débuts sur les planches de Broadway, dans la pièce Coram Boy et intervient dans un autre court métrage, une expérience qu'elle réitérera à plusieurs reprises. Par la suite, elle rejoint la troupe de Godspell qui se produit au Circle in the Square Theatre de 2011 à 2012.
C'est en 2012 qu'elle décroche son premier contrat à la télévision, dans la série télévisée policière Blue Bloods, elle incarne un rôle mineur, une infirmière, dans un épisode de la troisième saison de ce show à succès.

### Orange is the new blacket révélation
En 2013, alors qu'elle était à deux doigts d'abandonner sa carrière dans le milieu du divertissement, après avoir enchaîné les auditions infructueuses, elle reçoit un appel de la production d'Orange Is the New Black lui indiquant qu'elle avait été sélectionnée pour le rôle de Suzanne à la suite d'une audition saluée.
Orange Is the New Black est l'une des deux premières séries produites par Netflix avec House of Cards, elle est basée sur les mémoires de Piper Kerman qui raconte ses expériences d'incarcération dans une prison pour femmes. La série rencontre un succès important, elle est l'une des séries les plus plébiscitées par le public et la critique de ces dernières années. Elle a, par exemple, remporté des prix lors de la cérémonie des Screen Actors Guild Awards et lors des Emmy Awards (l'équivalent des Oscars pour la télévision). La série est considérée comme un show peu conventionnel qui libère les clichés sur les femmes et l'univers carcéral.
Pour son interprétation, l'actrice remporte tous les suffrages. Adoubée par la critique, elle est nommée pour un Satellite Awards, remporte le Critics' Choice Television Awards de la meilleure interprétation par une guest dans une série télévisée ainsi que son premier Primetime Emmy Awards dans la catégorie Meilleure actrice invitée dans une série télévisée comique. Toujours en 2014, l'actrice retrouve les planches de Broadway et se produit notamment avec Rachel Bay Jones pour une interprétation de la chanson Lily's Eyes de la comédie musicale The Secret Garden et participe à l’événement Broadway Cares / Equity Fights AIDS.

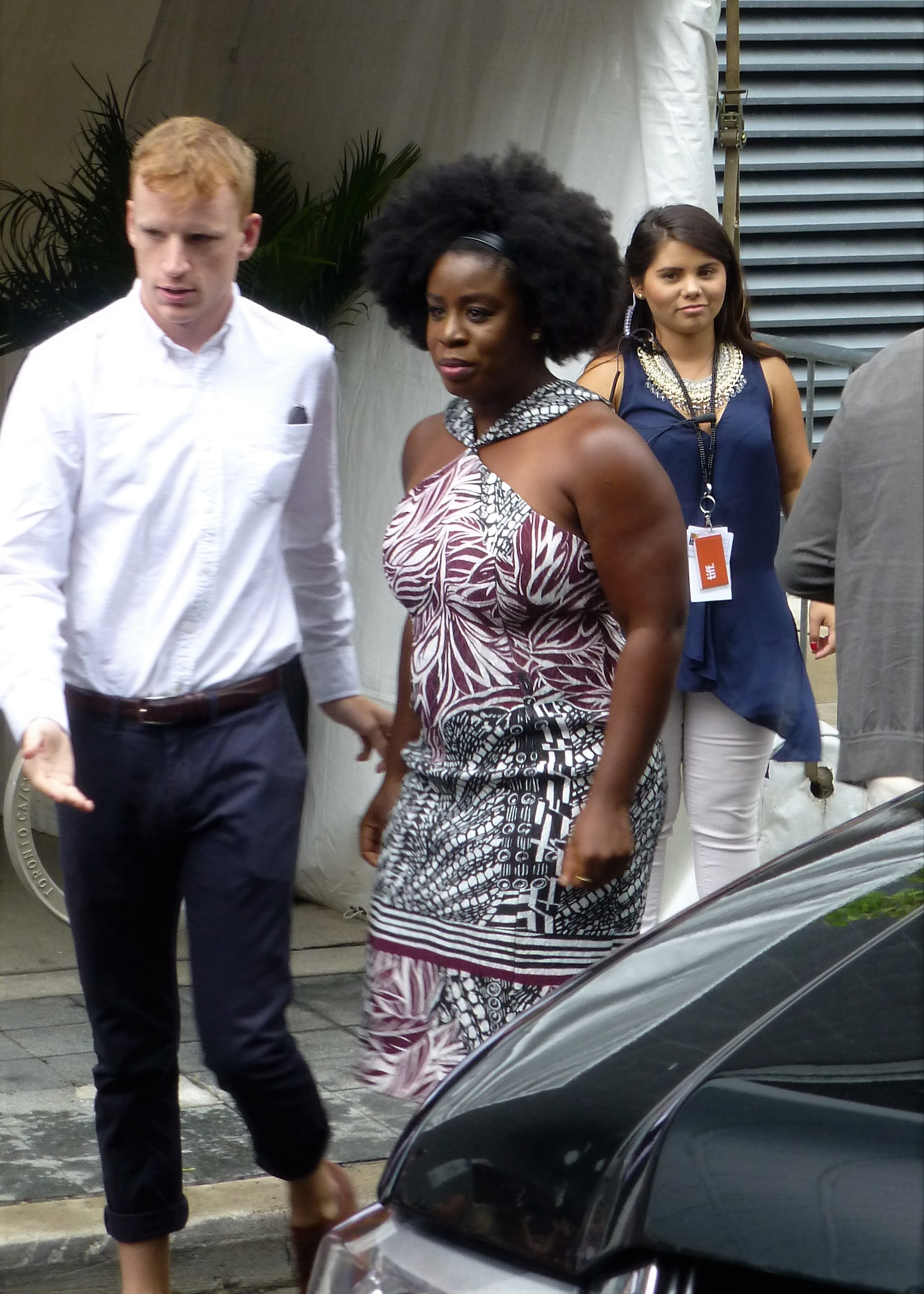
Uzo Aduba, lors du Festival international du film de Toronto, en 2016, pour la présentation du drame American Pastoral.

En 2015, elle joue le rôle de Glinda la bonne sorcière du sud pour le téléfilm The Wiz Live!. Pour son interprétation dans la saison 2, elle est nommée pour le Golden Globes de la meilleure actrice dans un second rôle, de plus, elle décroche son second Primetime Emmy Awards, cette fois-ci dans la catégorie Meilleure actrice dans un second rôle dramatique. Uzo Aduba et Edward Asner sont les seuls acteurs à avoir gagné un Emmy Awards dans les catégories Dramatique et Comédie pour un même rôle. Elle repart également avec la prestigieuse statuette du Screen Actors Guild Awards de la meilleure actrice et l'ensemble de la distribution est également récompensé à cette cérémonie.
En 2016, grâce à son travail sur la troisième saison, elle renouvelle cet important doublé, en remportant l'Actor de la meilleure actrice dans une série télévisée comique ainsi que celui de la meilleure distribution. Elle reçoit aussi sa seconde citation pour un Golden Globe de la Meilleure actrice dans un second rôle dans une série, une mini-série ou un téléfilm.
Forte d'une nouvelle visibilité et popularité, l'actrice signe cette même année, ses premiers rôles dans des longs métrages. C'est ainsi qu'on la retrouve dans un second rôle pour la comédie mélangeant prises de vues réelles et images de synthèse, Alvin et les Chipmunks : À fond la caisse, quatrième volet d'une franchise très lucrative. Elle est aussi à l'affiche de la comédie dramatique indépendante Tallulah de Sian Heder avec Elliot Page puis elle côtoie Ewan McGregor pour le drame qu'il a réalisé American Pastoral.
En 2017, Uzo Aduba reçoit le Point Courage Award de la fondation Point qui salue son soutien à la communauté LGBT. Cette année-là, elle décroche aussi sa seconde citation pour le NAACP Image Awards, un prix qui honore les professionnels de la communauté afro-américaine ainsi que sa première pour un Black Reel Awards et une nouvelle nomination au Primetime Emmy Award de la meilleure actrice dans un second rôle dans une série télévisée dramatique.
Elle est ensuite attendue comme tête d'affiche d'un drame indépendant, intitulé Miss Virginia, dans lequel elle incarne une mère célibataire qui tente de retirer son fils d'une école publique dangereuse afin de l'intégrer dans un établissement privé. Entre-temps, elle joue dans le drame de Netflix, Beats, porté par Anthony Anderson. La même année, sort la septième et dernière saison d'Orange Is the New Black qui connaît un large succès.
Libérée d'OITNB, elle rejoint la distribution principale de la mini-série Mrs. America aux côtés de Cate Blanchett pour le réseau FX. La série raconte l'histoire vraie de Phyllis Schlafly. Elle y joue le rôle de Shirley Chisholm et son interprétation est à nouveau saluée par la profession, qui la récompense du Primetime Emmy Award de la meilleure actrice dans un second rôle dans une mini-série ou un téléfilm. 
Puis, elle porte la saison 4 d'En Analyse aux côtés d'Anthony Ramos.

## Plaidoyer
En avril 2017, Aduba a reçu le prix Point Courage de la Fondation Point pour son soutien à la communauté LGBT. En juin 2018, Aduba est devenu la première célébrité  ambassadrice de Heifer International en Afrique. Elle a constaté l'impact direct des actions de Heifer lors de ses visites sur le terrain en 2016 et 2018 en Ouganda.

## Filmographie

### Cinéma

#### Courts-métrages
- 2005 : Notes de Roberto Minervini
- 2007 : Over There de Marc Parees
- 2011 : Wwjd de Marc Parees : Barmaid
- 2013 : Sing Along de Mark Oxman : la dame de cantine
- 2015 : Pearly Gates de Scott Ehrlich : Corrie
- 2025 : Roofman de Derek Cianfrance

#### Longs-métrages
- 2016 : Alvin et les Chipmunks : À fond la caisse de Walt Becker : officier TSA
- 2016 : Tallulah de Sian Heder : Louisa Kinnie
- 2016 : American Pastoral d'Ewan McGregor : Vicky
- 2017 : My Little Pony: Le Film de Jayson Thiessen : la reine Novo (voix)
- 2018 : Candy Jar de Ben Shelton : Julia Russell
- 2018 : We Are Boats de James Bird : Sir
- 2019 : Beats de Chris Robinson : Carla Monroe
- 2019 : Miss Virginia de R.J. Daniel Hanna : Virginia

### Télévision

#### Séries télévisées
- 2012 : Blue Bloods : Infirmière (saison 3, épisode 7)
- 2014 : Saturday Night Live : Daughter Dudley (saison 40, épisode 6)
- 2016 - 2019 : Steven Universe : Bismuth (voix, 5 épisodes)
- 2013 - 2019 : Orange Is the New Black : Suzanne « Crazy Eyes » Warren (en) (90 épisodes)
- 2017 : Last Week Tonight with John Oliver : Suzanne Warren (1 épisode)
- 2018 - 2019 : Le trio venu d'ailleurs: Les Contes d'Arcadia : Colonel Kubritz (voix, 11 épisodes)
- 2018 - 2019 : Miraculous, les aventures de Ladybug et Chat Noir : Nora Césaire (voix, 4 épisodes)

- 2020 : Mrs. America : Shirley Chisholm (mini-série, 9 épisodes)
- 2021 : En analyse : Dr. Brooke Lawrence (saison 4)
- 2021 : Americanah : Tante Uju
- 2023 : Painkiller : Edie
- 2025 : La Résidence : Cordelia Cupp

#### Téléfilms
- 2013 : How to Live Like a Lady de Ian Wexler : la professeur
- 2015 : The Wiz Live! de Matthew Diamond et Kenny Leon (en) : Glinda la bonne sorcière du sud
- 2016 : Une amitié contre les préjugés (Showing Roots) de Michael Wilson : Pearl[19]

## Distinctions

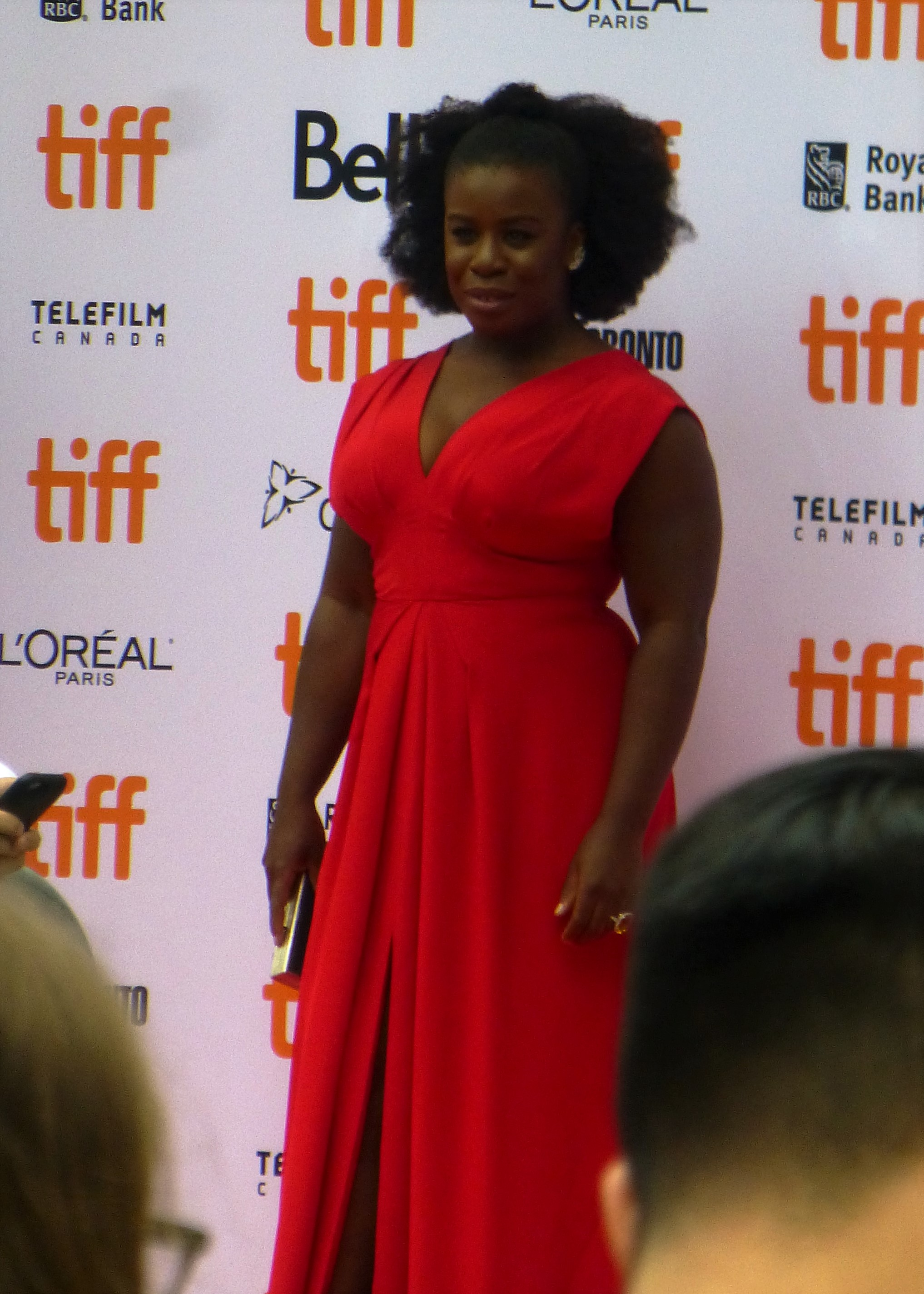
L'actrice Uzo Aduba, lors d'une avant première du drame American Pastoral, en 2016.

Sauf indication contraire ou complémentaire, les informations mentionnées dans cette section proviennent de la base de données IMDb.

### Récompenses
- Critics' Choice Television Award 2014 : Meilleure actrice invitée dans une série comique pour Orange Is the New Black
- Gold Derby Awards 2014 : Meilleure actrice invitée dans une série comique pour Orange Is the New Black
- Primetime Emmy Awards 2014 : Meilleure actrice invitée dans une série télévisée comique pour Orange Is the New Black
- Primetime Emmy Awards 2015 : Meilleure actrice dans un second rôle pour Orange Is the New Black
- Screen Actors Guild Awards 2015 :
  - Meilleure actrice dans une série télévisée comique pour Orange Is the New Black
  - Meilleure distribution pour une série télévisée comique pour Orange Is the New Black
- Screen Actors Guild Awards 2016 :
  - Meilleure actrice dans une série télévisée comique pour Orange Is the New Black
  - Meilleure distribution pour une série télévisée comique pour Orange Is the New Black
- Screen Actors Guild Awards 2017 : Meilleure distribution pour une série télévisée comique pour Orange Is the New Black
- Primetime Emmy Awards 2020 : Primetime Emmy Award de la meilleure actrice dans un second rôle dans une mini-série ou un téléfilm pour Mrs. America

### Nominations
- Satellite Awards 2013 : Meilleure actrice dans un second rôle dans une série télévisée pour Orange Is the New Black
- Gold Derby Awards 2014 : Interprète de l'année
- Online Film & Television Association 2014 : Meilleur guest dans une série comique pour Orange Is the New Black
- Gold Derby Awards 2015 : Meilleure actrice de série télé dramatique dans un second rôle pour Orange Is the New Black
- Golden Globes 2015 : Meilleure actrice dans un second rôle dans une série, une mini-série ou un téléfilm pour Orange Is the New Black
- NAACP Image Awards 2015 : Meilleure actrice dans une série télévisée comique pour Orange Is the New Black
- Online Film & Television Association 2015 : Meilleure actrice de série télé dramatique dans un second rôle pour Orange Is the New Black
- Golden Globes 2016 : Meilleure actrice dans un second rôle dans une série, une mini-série ou un téléfilm pour Orange Is the New Black
- NAACP Image Awards 2016 : Meilleure actrice dans une série télévisée comique pour Orange Is the New Black
- Black Reel Awards 2017 : Meilleure actrice de série télé dramatique dans un second rôle pour Orange Is the New Black
- Primetime Emmy Awards 2017 : Meilleure actrice dans un second rôle dans une série télévisée dramatique pour Orange Is the New Black
- NAACP Image Award 2017 : Meilleure actrice dans une série télévisée comique pour Orange Is the New Black
- Online Film & Television Association 2017 : Meilleure actrice de série télé dramatique dans un second rôle pour Orange Is the New Black
- Screen Actors Guild Awards 2017 : Meilleure actrice dans une série télévisée comique pour Orange Is the New Black
- NAACP Image Awards 2018 : Meilleure actrice dans un second rôle dans une série télévisée comique
- Screen Actors Guild Awards 2018 :
  - meilleure distribution pour une série télévisée comique dans Orange is the New Black
  - meilleure actrice dans une série télévisée comique pour Orange is the New Black
- NAACP Image Awards 2019 : meilleure actrice dans un second rôle dans une série télévisée comique pour Orange is the New Black
- Black Reel Awards for Television 2020 : meilleure actrice dans un second rôle dans une mini-série ou un téléfilm pour Mrs. America
- Online Film & Television Association 2020 : meilleure actrice dans un second rôle dans une mini-série ou un téléfilm pour Mrs. America